# No matarás (película de 1988)
No matarás (título original en polaco: Krótki film o zabijaniu, 'Un cortometraje sobre la matanza') es la versión fílmica ampliada del quinto episodio del drama psicológico para la televisión compuesto de diez episodios llamado Dekalog ('El decálogo'), del director polaco Krzysztof Kieślowski, de 1988.

## La fábula
Varsovia, 16 de marzo de 1987. Piotr es un joven abogado. Tras aprobar el examen frente a la comisión, durante el que hace objeción a la función preventiva de la pena de muerte, lleva a su novia a una pastelería. En el mismo sitio se encuentra Jacek, un chico de veinte años. Jacek se va a callejear por la ciudad. Después de un tiempo coge un taxi y se va a Mokotów. Cuando llega mata al taxista ahogándolo con una cuerda náutica y aplastándole la cabeza con una piedra. La policía lo encierra en la cárcel y un mes después lo entregan ante la justicia. Piotr es su abogado y, a pesar de todo su esfuerzo, no puede salvarlo de la pena más dura. En la cárcel Piotr habla mucho con Jacek sobre su trauma provocado por la muerte de su querida hermana, el hecho que pervirtió el psiquismo del asesino. La conversación de los personajes se queda inacabada. Llevan a Jacek a la celda de la muerte y le ahorcan.

## Sobre la película
No matarás es un drama psicológico que de una forma sorprendente contrasta los buenos y los malos actos de Jacek y el taxista. Sus acciones les une cada vez más hasta que se juntan en el punto culminante, el punto de giro, la escena del asesino. El director Krzysztof Kieślowski, en su forma característica, deja al espectador la valoración de los personajes desde su propio punto de vista. El director solo demuestra la actitud de los personajes. Así, por ejemplo, cuando Jacek rompe los cristales en los coches lo hace rememorando su hermana que murió, o el taxista que huye con su coche mientras que una pareja le está esperando y un tiempo después le da de comer a los perros sin amos. Los actos del taxista, en algunos momentos hacen que el espectador empiece a pensar que era un hombre malo y se merecía morir. En algunas escenas de la película, el espectador tiene ganas de compadecerse de Jacek que parece un chico perdido e indefenso. 
La película se estrenó un mes antes de la última ejecución capital en Polonia. 
Ryszard Makowski, buscando el prototipo del personaje principal encontró a un chico del reformatorio en Laskowiec, que un poco después de su estancia en reformatorio fue enviado a la cárcel y condenado a la pena de muerte. Kieślowski basó la actitud del personaje de Jacek en las conversaciones con el condenado real.

## Elenco
- Mirosław Baka - el asesino Jacek Łazar
- Krzysztof Globisz - el abogado Piotr Balicki
- Jan Tesarz - el taxista Marian
- Zbigniew Zapasiewicz - el presidente de la comisión de abogados
- Aleksander Bednarz - el verdugo
- Zdzisław Tobiasz - el juez
- Elżbieta Helman - Beatka, la dependiente
- Marzena Manteska - la novia de Piotr
- Maciej Maciejewski - el procurador
- Jerzy Zass - el jefe de la cárcel
- Artur Barciś - el geodesta, el obrero
- Barbara Dziekan - el controlador de billetes
- Zdzisław Rychter - el dibujante en el Casco Antiguo
- Małgorzata Pieczyńska - la vidente
- Olgierd Łukaszewicz i Krystyna Janda - el matrimonio
- Sylwester Maciejewski i Andrzej Mastalerz - los hermanos de Jacek
- Karol Stępkowski

## Curiosidades
En la película se pueden observar unos fallos:
- de montaje: cuando el asesinato saca el pie derecho y se quita el calcetín, un momento después, en vez de ver el pie derecho observamos el pie izquierdo desnudo, sin calcetín.
- de contenido: el taxista se llama Marian (en una escena de la película el guarda le llama Señor Marian). Mientras tanto, antes de la ejecución de pena de muerte, el procurador lee que Jacek ¨cometió contravención de salteamiento y asesinato ante Waldemar Rykowski¨.

Además el actor Artur Barciś (el personaje fijo de todo el ciclo de películas) en esta película aparece dos veces. Una vez como geodesta en la calle Karowa y la segunda vez como un pintor en la cárcel en el momento cuando Piotr viene para hablar con Jacek antes de la ejecución.

## Diferencias con Decálogo 5
Según el acuerdo de financiación que Kieślowski tenía con TV Poland para hacer Dekalog, dos de los episodios se ampliarían a películas. El propio Kieslowski eligió Decálogo 5, dejando el segundo para el ministerio de cultura polaco. El Ministerio seleccionó Decálogo 6 y financió ambas producciones.
Aunque la trama principal en ambas obras es la misma, Decálogo 5 tiene un orden diferente en la edición y hace más uso de la voz en off, mientras que la película comienza de manera diferente y le da un papel más destacado a Piotr, el abogado. Decálogo 5 salta repentinamente de la escena del asesinato a la cárcel y no hay conexión ni explicación sobre cómo arrestaron a Jacek.